# Bobby Lincoln

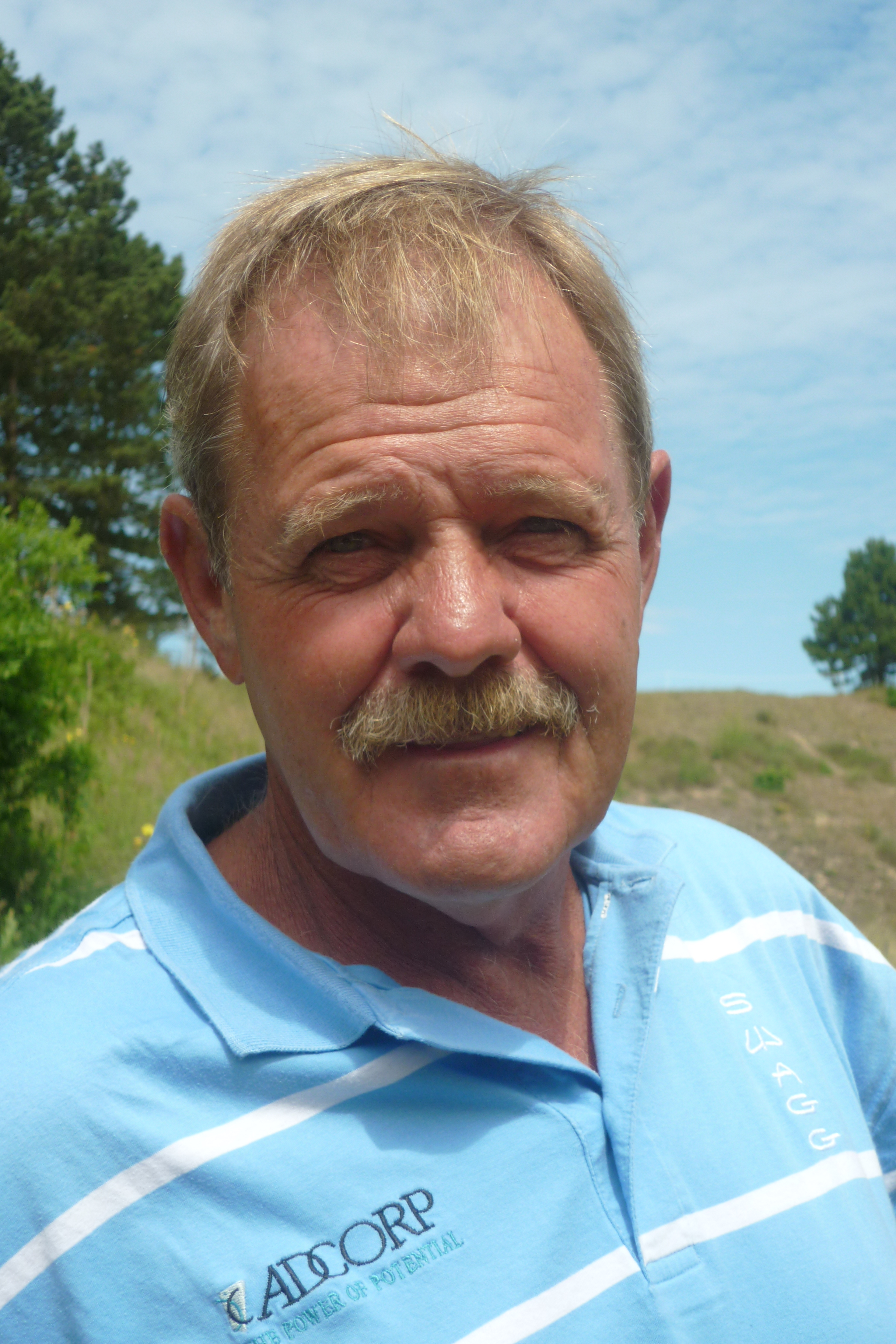
Dutch Senior Open 2010.

Robert James Lincoln (Johannesburg, 8 september 1953) is een professioneel golfer uit Zuid-Afrika. 
Bobby Lincoln begon met golf op dertienjarige leeftijd en kocht toen voor R10 een setje golfclubs. Met zijn vriendjes speelde hij ergens bij de mijnen op een zelf-ontworpen golfbaantje. Op 17-jarige leeftijd verliet hij school. Hij is directeur van een petrochemisch bedrijf.

## Professional
Bobby Lincoln werd in 1971 professional. Hij speelde op de Zuid-Afrikaanse Tour, die later Sunshine Tour werd genoemd, en behaalde vijftien overwinningen. Zijn top-periode was 1987-1988 waarna hij ieder jaar minstens één toernooi op de Europese PGA Tour werd uitgenodigd.
Van 1991-2006 zat hij in de Zuid-Afrikaanse Tourspelers Commissie.

### Gewonnen

#### Sunshine Tour
- 1985: Wild Coast Pro-Am
- 1986: Wild Coast Pro-Am, Bethlehem Classic
- 1987: Protea Assurance Challenge, Wild Coast Pro-Am, Bethlehem Classic
- 1988: AECI Charity Classic, Bethlehem Classic, Ronnie Bass Pro-Am
- 1989: Zululand Classic
- 1992: Amatola Sun Classic, Trustbank Tournament of Champions
- 1998: Platinum Classic
- 1999: Bearing Man Highveld Classic, Platinum Classic

#### Elders
- 1986: Johnnie Walker Air Mauritius Golf Classic
- 2006: Nelson Mandela Invitational (met Retief Goosen)
- 2008: Gary Player Invitational (met Garth Mulroy)

#### Europese Seniors Tour
- 2007: Jersey Seniors Classic (-11)